# Zelym Kotsoiev
Zelym Kotsoiev, né le 9 août 1998 à Vladikavkaz en Ossétie du Nord-Alanie, est un judoka azerbaïdjanais qui évolue dans la catégorie des moins de 100 kg.
En 2024, il devient champion du monde des mi-lourds après deux médailles de bronze en 2022 et 2023 puis remporte la médaille d'or aux Jeux olympiques de Paris.

## Biographie
Zelym Kotsoiev a d'abord choisi comme nationalité sportive l'Ukraine lorsqu'il évolue en cadet dans la catégorie des moins de 90 Kg jusqu'en 2015. En 2013, il termine troisième aux Championnats d'Europe U18 et remporte ce titre en 2014 et 2015. En 2015, il terminé également deuxième aux Championnats du monde U18.
En 2016, Kotsoiev passé dans la catégorie des 100 kilogrammes et s'installe en Azerbaïdjan. En 2017, il remporte l'Universiade d'été organisée à Zhubei ; un mois plus tard, il devient champion d'Europe junior à Maribor puis enchaine avec un titre aux Championnats du monde juniors à Zagreb. En 2018, aux Championnats d'Europe à Tel Aviv, il perd contre l'Israélien Peter Paltchik en quarts de finale mais ressort victorieux en repêchage sur le Portugais Jorge Fonseca et le Biélorusse Daniel Mukete avec une médaille de bronze au bout. Lors des Championnats d'Europe 2019 se sont déroulés dans le cadre des Jeux européens à Minsk, Kotsoiev est stoppé en huitième par le Belge Toma Nikiforov.
Pour les championnats d'Europe 2020 qui ont eu lieu à Prague, Kotsoiev perd sa demi-finale contre le Russe Arman Adamian mais sauve la médaille de bronze en battant le Bulgare Boris Georgiev. 
En avril 2021, Kotsoiev remporte le tournoi du Grand Chelem d'Antalya avec une victoire finale sur le Japonais Aaron Wolf en finale. Deux semaines plus tard, il s'incline face au Géorgien Ilia Sulamanidze en quarts de finale lors des Championnats d'Europe à Lisbonne ; s'il gagne son match de repêchage contre le Français Cyrille Maret, il est battu le Russe Nijas Ilyasov pour le bronze. Aux Jeux olympiques de Tokyo 2020, Kotsoiev remporte son premier combat contre le Français Alexandre Iddir mais s'incline en huitièmes de finale face au Canadien Shady El Nahas.
En octobre 2022 aux Championnats du monde de Tachkent, Kotsoiev perd en demi-finale contre le Canadien Kyle Reyes puis prend la médaille de bronze après sa victoire sur Toma Nikiforov. Peu de temps après, Kotsoiev remporte l'or contre le Serbe Aleksandar Kukolj au tournoi Grand Chelem de Bakou. En février 2023, c'est un troisième succès en Grand Chelem avec une victoire finale contre le Néerlandais Michael Korrel lors du Tournoi de Tel Aviv. Aux Championnats du monde 2023 à Doha, il perd en demi-finale face au Tchèque Lukáš Krpálek et remporte une nouvelle fois la médaille bronze face au Géorgien Ilia Sulamanidze. En novembre aux Championnats d'Europe 2023 à Montpellier, il rencontre Sulamanidze en finale et remporte son premier titre international.
En avril 2024, Kotsoiev perd son titre en demi-finale des Championnats d'Europe à Zagreb face au Russe Matvey Kanikovskiy, qui concourait en tant qu'athlète neutre ; il ne parvient pas à remporter le bronze qui est attribiué au Néerlandais Korrel. Un mois plus tard, aux Championnats du monde à Abu Dhabi, Kotsoiev enchaine les victoires contre l'Espagnol Nikoloz Sherazadishvili, le Portugais Jorge Fonseca en demi-finale et le Canadien Shady El Nahas en finale.

## Palmarès

### Compétitions internationales
| Année | Compétition           | Lieu        | Résultat | Catégorie       |
| ----- | --------------------- | ----------- | -------- | --------------- |
| 2018  | Championnats d'Europe | Tel Aviv    | 3e       | Moins de 100 kg |
| 2020  | Championnats d'Europe | Prague      | 3e       | Moins de 100 kg |
| 2021  | Championnats d'Europe | Lisbonne    | 3e       | Moins de 100 kg |
| 2022  | Championnats du monde | Tachkent    | 3e       | Moins de 100 kg |
| 2023  | Championnats du monde | Doha        | 3e       | Moins de 100 kg |
| 2023  | Championnats d'Europe | Montpellier | 1er      | Moins de 100 kg |
| 2024  | Championnats du monde | Abou Dabi   | 1er      | Moins de 100 kg |
| 2024  | Jeux olympiques       | Paris       | 1er      | Moins de 100 kg |
| 2025  | Championnats d'Europe | Podgorica   | 2e       | Moins de 100 kg |